# Silvio Grassetti
Silvio Grassetti (Montecchio, Sant'Angelo in Lizzola, 24 februari 1936 - 9 september 2018) was een Italiaans motorcoureur.
Meestal moest hij als fabrieksrijder tweede viool spelen achter een andere rijder. Hij reed als ondersteunend coureur voor Tarquinio Provini en Renzo Pasolini.

## Carrière
Silvio Grassetti is de zoon van een werknemer van Benelli. Hij begon zijn carrière als privérijder met een Benelli. In het seizoen 1959 debuteerde hij in het wereldkampioenschap wegrace als fabrieksrijder voor Benelli met de Benelli 250 Mono Bialbero. Voor de Benelli was het feitelijk ook een debuut: het merk had zich sinds 1952 niet meer met racemotoren beziggehouden. Een succes werd de machine niet. Silvio Grassetti's beste resultaat was een achtste plaats in de Grand Prix van Duitsland.
In 1960 startte Silvio Grassetti twee keer met de Benelli, maar beide keren viel hij uit.

### Benelli, Bianchi, Moto Morini en Gilera
In het seizoen 1961 scoorde hij zijn eerste punten in het wereldkampioenschap en ook zijn eerste podiumplaats: in de 250 cc klasse werd hij derde in de Grand Prix van Spanje met een Benelli. Hij eindigde het 250 cc wereldkampioenschap als zevende. Hij werd veertiende in het 350 cc kampioenschap.
In 1962 zou Silvio Grassetti de beschikking krijgen over de nieuwe Benelli 250 4C, maar hij kon er slechts enkele malen mee testen en hij won de voorjaarsrace in Cesenatico. De Benelli bleek nog niet racerijp; Mike Hailwood startte er twee keer mee maar viel steeds uit. Grassetti reed het WK-seizoen met fabrieksmachines van Bianchi. In de 350 cc klasse werd hij derde in de TT van Assen en in de GP des Nations op Monza. Daar werd hij ook derde in de 500 cc klasse.
In 1963 reed hij de Benelli 250 4C naar een vierde plaats in de Grand Prix van Duitsland, maar het waren de enige punten van het seizoen en hij eindigde het 250 cc wereldkampioenschap als vijftiende.
In 1964 was Grassetti zonder team, maar Gilera stelde in dat jaar af en toe de stokoude (anno 1957) Gilera 500 4C ter beschikking aan coureurs als Benedicto Caldarella, Silvio Grassetti, Remo Venturi en Derek Minter. Grassetti reed de machine in Monza, maar viel uit.
In 1965 gebruikte Grassetti verschillende merken: met de 350 cc Bianchi werd hij tweede in Monza en met een 250 cc Moto Morini werd hij derde in de GP van de USA.
In 1966 kwam Grassetti alleen met de nu toch tamelijk verouderde 500 cc Bianchi aan de start, maar hij was de enige die nog even weerstand kon bieden aan Giacomo Agostini tijdens de races in Monza. Uiteindelijk moest Grassetti afhaken omdat zijn motor enorm begon te rammelen toen de krukas los ging zitten. Grassetti werd toch nog vierde nadat hij ook in Duitsland vierde was geworden.
In 1967 was Renzo Pasolini eerste rijder bij Benelli, nadat Provini zijn carrière door een val had moeten beëindigen. In Monza kreeg Silvio Grassetti een tweede machine, waarmee hij in de 350 cc race tweede werd. De 250 cc Benelli kwam helemaal niet aan de start in dit jaar.
In 1968 bracht Benelli de Benelli 500 4C uit, maar die werd alleen gebruikt door Pasolini. Grassetti reed - zonder succes - weer met de tweecilinder Bianchi. In de 350 cc klasse werd hij met een Benelli derde in Monza.

### Yamaha, Jawa en MZ

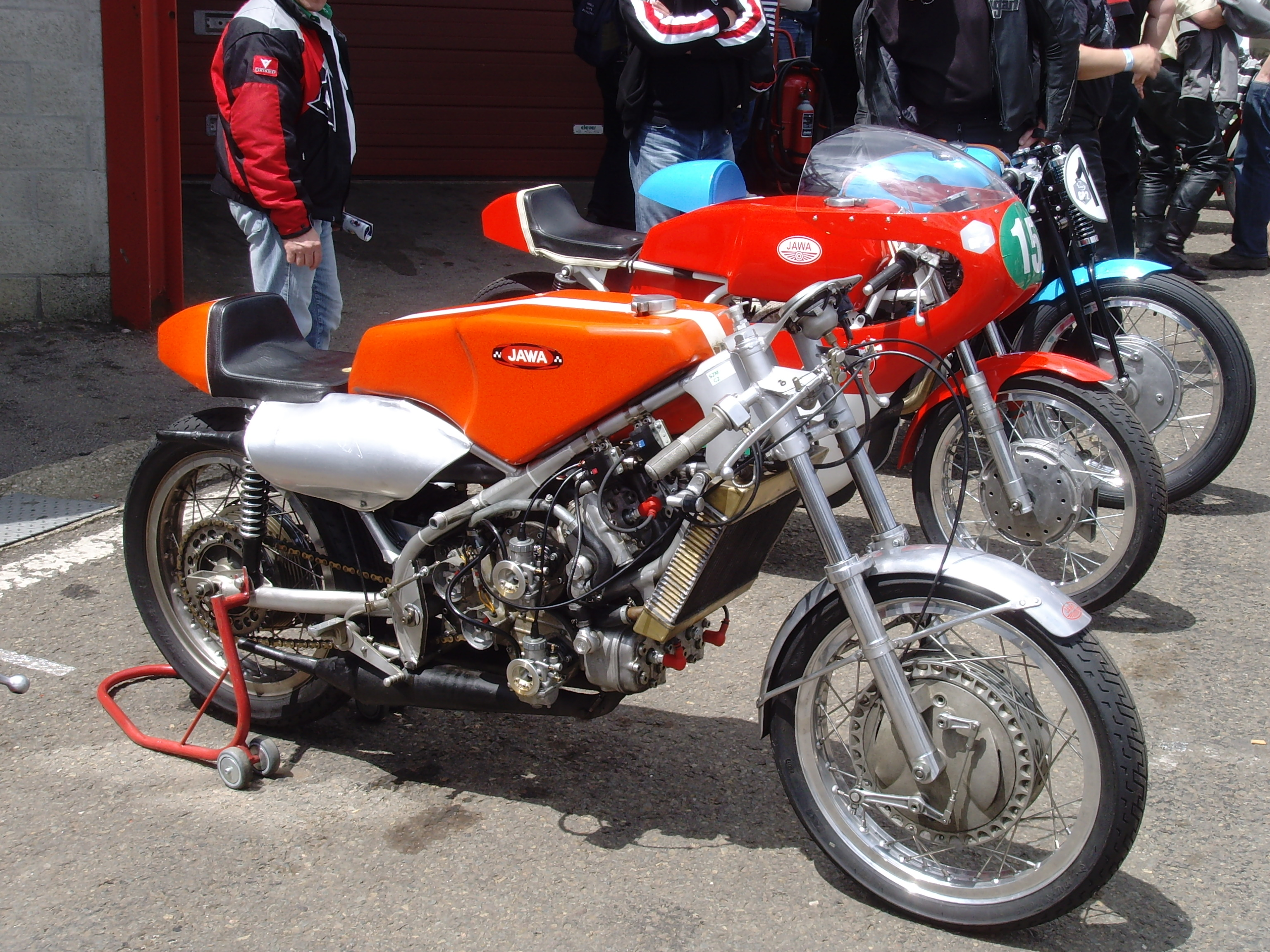
Jawa 350 cc V4

In 1969 verliet Silvio Grassetti Benelli en hij begon het seizoen als privérijder met een 350 cc Yamaha TR 2. Zelfs toen Pasolini door een gebroken sleutelbeen werd uitgeschakeld riep Benelli hem niet op als vervanger, maar koos voor Kel Carruthers, die de 250 cc wereldtitel voor Benelli zou binnenhalen. Op 12 juli verongelukte Bill Ivy, de fabrieksrijder van Jawa tijdens de training op de Sachsenring. Voor aanvang van de GP van Tsjechoslowakije gaf men zijn Jawa 350 cc V4 aan Jack Findlay, maar die viel in de training en brak een sleutelbeen. Daarop vroeg Jawa Silvio Grassetti met de machine te starten. Hij werd er derde mee. Hij hoopte het seizoen met de Jawa af te kunnen maken, maar in de GP van Finland reed Findlay, zestien dagen na zijn sleutelbeenbreuk, de machine naar de zevende plaats. Grassetti gaf de strijd om de Jawa echter niet op. Jack Findlay kreeg een kans zich te bewijzen in een internationale race in Jičín, maar daar viel hij al snel uit met een defecte ontsteking. Uiteindelijk hakte de directie van de fabriek de knoop door en voor de Grand Prix in Imola stonden drie Jawa's klaar: Voor Findlay, voor Grassetti en voor fabrieksrijder František Šťastný. Silvio Grassetti werd hier tweede. In de Grand Prix van de Adriatische Zee boekte Silvio Grassetti zijn eerste WK-overwinning én de eerste overwinning van de Jawa V4. Het was een uitstekend seizoen voor Grassetti, die met de Yamaha ook al derde was geworden in de TT van Assen: hij sloot het seizoen af met de tweede plaats in de 350 cc eindstand, achter Giacomo Agostini met de MV Agusta.
In november 1969 tekende Silvio Grassetti al een contract met Jawa voor de 350 cc klasse van het seizoen 1970. Hij was vrij om in andere klassen met andere merken te starten. Omdat hij de enige fabrieksrijder voor Jawa zou zijn betekende dat het einde van een jarenlange samenwerking van dit merk met František Šťastný. Het werd geen succes. In de eerste Italiaanse voorjaarsrace van 1970, in Rimini, viel Grassetti in de regen uit door een natte ontsteking. In Modena moest hij hard vechten om Angelo Bergamonti, die met een Aermacchi Ala d'Oro 350 onderweg was, de derde plaats afhandig te maken, maar hij had wel een ronde achterstand op Agostini. In Riccione werd hij ook derde, opnieuw met een ronde achterstand. Waarschijnlijk werd de Jawa daarna teruggeroepen naar de fabriek, want Grassetti verscheen in Cesenatico en Cervia wel met zijn 250 cc Yamaha aan de start (in Cesenatico won hij zelfs), maar niet in de 350 cc klasse. In Duitsland kwam Grassetti niet aan de start, en in Frankrijk reed de 350 cc klasse niet, waardoor de eerste WK-race van de Jawa in Joegoslavië plaatsvond. Grassetti startte slecht, maar wist zich naar voren te vechten om uiteindelijk derde te worden. In Assen was de Jawa nauwelijks aan de praat te rijden. In de trainingen ging het al slecht en in de race stopte Grassetti al na enkele ronden. In de DDR zat Grassetti in de buurt van de zesde plaats, op grote achterstand zelfs van de mensen voor hem, toen hij door een vastloper uitviel. Nog voor de thuisrace van de Jawa in Brno maakte Grassetti een enorme blunder. Hij nam op de startplaats de Jawa over van een monteur en wilde hem aanduwen. Toen hij op de motor wilde springen ging het mis: hij viel en de Jawa schoof over de baan, tegen de machine van de Canadees Frank Juhan aan. De tank van de Jawa scheurde open en de start moest een half uur worden uitgesteld om de startplaats schoon te maken. Grassetti's Jawa was te zeer beschadigd om te kunnen starten. De relatie tussen Silvio Grassetti en Jawa stond al onder druk, en dit voorval maakte de verhouding niet beter. In Monza kon de machine echter ook niet overtuigen. Grassetti kwam maar moeilijk op gang en moest zich enorm inspannen om uiteindelijk vijfde te worden, maar opnieuw reed hij ruim een ronde achter Agostini en Bergamonti met de MV Agusta's. Grassetti sloot het seizoen af met de twaalfde plaats in het 350 cc-wereldkampioenschap. Jawa stapte hierna uit het WK-wegrace. Intussen had Grassetti wel contact met MZ. Hij was het 250 cc seizoen begonnen met een Yamaha TD 2, maar in de DDR had hij een MZ RE 250 tot zijn beschikking. Hij werd er zelfs tweede mee. Aan het einde van het seizoen tekende hij een fabriekscontract met MZ.
In 1971 leverde hij een goede prestatie tijdens de Grand Prix in Monza, waar hij met de MZ RE 300, een opgeboorde 250 cc racer, tweede werd achter Agostini. In de 250 cc klasse won hij zelfs twee GP's: de GP van Oostenrijk en de GP van België. Hij eindigde het 250 cc kampioenschap als zevende, in een veld dat volledig beheerst werd door Yamaha's.
In 1972 moest de inmiddels ook tamelijk verouderde MZ het opnemen tegen de snelle Yamaha's, maar ook tegen de Aermacchi 250 cc tweetaktracer van Renzo Pasolini. Meer dan een tweede plaats in de Grand Prix van Finland zat er niet in en Silvio Grassetti sloot het seizoen af als negende.
Hoewel hij aankondigde in 1973 met een Yamaha TD 3 uit te komen, reed hij het seizoen toch weer met MZ's, maar verder dan een tweede plaats in Joegoslavië kwam hij niet.
In 1974 reed Silvio Grassetti maar weinig wedstrijden. Toen hij tijdens de Belgische Grand Prix ernstig gewond raakte beëndigde hij zijn carrière.
Hij overleed op 82-jarige leeftijd.

## Wereldkampioenschap wegrace resultaten
(Races in cursief geven de snelste ronde aan)
| Jaar | Klasse | Team    | Motorfiets         | 1       | 2       | 3          | 4           | 5     | 6       | 7       | 8       | 9      | 10      | 11      | 12     | 13    | Punten | Plaats | Overwinningen |
| ---- | ------ | ------- | ------------------ | ------- | ------- | ---------- | ----------- | ----- | ------- | ------- | ------- | ------ | ------- | ------- | ------ | ----- | ------ | ------ | ------------- |
| 1959 | 250 cc | Benelli | 250 Mono Bialbero  |         | IOM -   | DUI 8      | NED -       |       | ZWE DNF | ULS -   | NAT DNF |        |         |         |        |       | 0      | -      | 0             |
| 1960 | 250 cc | Benelli | 250 Mono Bialbero  |         | IOM -   | NED -      | BEL DNF     | DUI - | ULS -   | NAT DNF |         |        |         |         |        |       | 0      | -      | 0             |
| 1961 | 250 cc | Benelli | 250 Mono Bialbero  | SPA 3   | DUI 7   | FRA 5      | IOM -       | NED 4 | BEL DNF | DDR -   | ULS -   | NAT 6  | ZWE -   | ARG -   |        |       | 10     | 7e     | 0             |
| 1961 | 350 cc | Benelli | Onbekend           |         | DUI -   |            | IOM -       | NED - |         | DDR -   | ULS -   | NAT 5  | ZWE -   |         |        |       | 2      | 14e    | 0             |
| 1962 | 250 cc | Benelli | 250 Mono Bialbero  | SPA 7   | FRA -   | IOM -      | NED -       | BEL - | DUI -   | ULS -   | DDR -   | NAT -  |         | ARG -   |        |       | 0      | -      | 0             |
| 1962 | 350 cc | Bianchi | 350 2C             |         |         | IOM -      | NED 3       |       |         | ULS -   | DDR -   | NAT 3  | FIN -   |         |        |       | 8      | 5e     | 0             |
| 1962 | 500 cc | Bianchi | 500 2C             |         |         | IOM -      | NED DNF     | BEL - |         | ULS -   | DDR -   | NAT 3  | FIN -   | ARG -   |        |       | 4      | 16e    | 0             |
| 1963 | 250 cc | Benelli | 250 4C             | SPA -   | DUI 4   | FRA afgel. | IOM -       | NED - | BEL -   | ULS -   | DDR -   | FIN -  | NAT DNF | ARG -   | JAP -  |       | 3      | 15e    | 0             |
| 1964 | 500 cc | Gilera  | 500 4C             | USA -   |         |            | IOM -       | NED - | BEL -   | DUI -   | DDR -   | ULS -  | FIN -   | NAT DNF |        |       | 0      | -      | 0             |
| 1965 | 250 cc | Privé   | Moto Morini 250 GP | USA 3   | DUI -   | SPA -      | FRA -       | IOM - | NED -   | BEL -   | DDR -   | TSJ -  | ULS -   | FIN -   | NAT -  | JAP - | 4      | 16e    | 0             |
| 1965 | 350 cc | Bianchi | 350 2C             |         | DUI -   |            |             | IOM - | NED -   |         | DDR -   | TSJ -  | ULS -   | FIN -   | NAT 2  | JAP - | 6      | 9e     | 0             |
| 1966 | 350 cc | Bianchi | 350 2C             |         | DUI 4   | FRA -      | NED -       |       | DDR -   | TSJ -   | FIN -   | ULS -  | IOM -   | NAT 4   | JAP -  |       | 6      | 14e    | 0             |
| 1967 | 250 cc | Benelli | 250 4C             | SPA DNF | DUI -   | FRA -      | IOM -       | NED - | BEL -   | DDR -   | TSJ -   | FIN -  | ULS -   | NAT -   | CAN -  | JAP - | 0      | -      | 0             |
| 1967 | 350 cc | Benelli | 350 4C             |         | DUI -   |            | IOM -       | NED - |         | DDR -   | TSJ -   |        | ULS -   | NAT 2   |        | JAP - | 6      | 9e     | 0             |
| 1968 | 350 cc | Benelli | 350 4C             | DUI -   |         | IOM -      | NED -       |       | DDR -   | TSJ -   |         | ULS -  | NAT 3   |         |        |       | 4      | 9e     | 0             |
| 1968 | 500 cc | Bianchi | 500 2C             | DUI -   | SPA DNF | IOM -      | NED DNF     | BEL - | DDR -   | TSJ -   | FIN -   | ULS -  | NAT -   |         |        |       | 0      | -      | 0             |
| 1969 | 250 cc | Privé   | Yamaha TD 2        | SPA -   | DUI -   | FRA -      | IOM -       | NED 5 | BEL -   | DDR -   | TSJ 5   | FIN -  | ULS -   | NAT -   | ADR 5  |       | 18     | 12e    | 0             |
| 1969 | 350 cc | Privé   | Yamaha TR 2        | SPA -   | DUI -   |            | IOM -       | NED 3 |         | DDR -   |         | FIN -  |         |         |        |       | 47     | 2e     | 1             |
| 1969 | 350 cc | Jawa    | 350 cc V4          |         |         |            |             |       |         |         | TSJ 3   |        | ULS -   | NAT 2   | ADR 1  |       | 47     | 2e     | 1             |
| 1970 | 250 cc | Privé   | Yamaha TD 2        | DUI -   | FRA -   | ADR -      | IOM -       | NED 9 | BEL -   |         |         |        |         |         |        |       | 24     | 10e    | 0             |
| 1970 | 250 cc | MZ      | RE 250             |         |         |            |             |       |         | DDR 2   | TSJ -   | FIN -  | ULS -   | NAT DNF | SPA 3  |       | 24     | 10e    | 0             |
| 1970 | 350 cc | Jawa    | 350 cc V4          | DUI -   |         | ADR 3      | IOM -       | NED - |         | DDR -   | TSJ -   | FIN -  | ULS -   | NAT 5   | SPA -  |       | 16     | 12e    | 0             |
| 1971 | 250 cc | MZ      | RE 250             | OOS 1   | DUI DNF | IOM -      | NED -       | BEL 1 | DDR 8   | TSJ -   | ZWE DNF | FIN 19 | ULS -   | NAT 3   | SPA -  |       | 43     | 7e     | 2             |
| 1971 | 350 cc | MZ      | RE 300             | OOS -   | DUI -   | IOM -      | NED -       |       | DDR -   | TSJ -   | ZWE -   | FIN -  | ULS -   | NAT 2   | SPA -  |       | 12     | 16e    | 0             |
| 1972 | 250 cc | MZ      | RE 250             | DUI -   | FRA -   | OOS -      | NAT 5       | IOM - | JOE -   | NED 7   | BEL 15  | DDR -  | TSJ 5   | ZWE 9   | FIN 2  | SPA - | 30     | 9e     | 0             |
| 1972 | 350 cc | MZ      | RE 300             | DUI -   | FRA -   | OOS 9      | NAT -       | IOM - | JOE -   | NED -   |         | DDR 4  | TSJ 8   | ZWE -   | FIN 11 | SPA - | 13     | 13e    | 0             |
| 1973 | 250 cc | MZ      | RE 250             | FRA -   | OOS -   | DUI 6      | NAT afgebr. | IOM - | JOE 2   | NED -   | BEL -   | TSJ -  | ZWE 7   | FIN DNF | SPA -  |       | 21     | 10e    | 0             |
| 1973 | 350 cc | MZ      | RE 300             | FRA -   | OOS -   | DUI DNF    | NAT DNF     | IOM - | JOE 9   | NED DNF |         | TSJ -  | ZWE -   | FIN DNF | SPA -  |       | 2      | 37e    | 0             |
| 1974 | 250 cc | MZ      | RE 250             |         | DUI -   |            | NAT DNF     | IOM - | NED -   | BEL -   |         |        |         |         |        |       | 0      | -      | 0             |